# 456
456 (CDLVI) var ett skottår som började en söndag i den julianska kalendern.

## Händelser

### Oktober
- 5 oktober – Visigoternas kung Theoderic II besegrar i kejsar Avitus namn sveberna på floden Urbicus nära Astorga i Gallaecia, vilket krossar svebernas makt.
- 17 oktober – De båda magistri militum Ricimer och Majorianus besegrar kejsar Avitus och tvingar honom att avsäga sig kejsartiteln samt bli biskop av Placentia. Ricimer blir de factohärskare av det västromerska riket.

### Okänt datum
- Capua intas och förstörs av vandalerna.
- Ricimer besegrar vandalerna i ett sjöslag nära Korsika.
- Den östromerske kejsaren Marcianus nedslår ett litet uppror vid den armeniska gränsen.

## Födda
- Liu Zixun, kejsare i Liu-Songdynastin.

## Avlidna
- Merovech, kung över de saliska frankerna sedan 447 eller 448 (död omkring detta år eller 458).
- Eutyches, grekisk teolog.